# ローパー (架空の生物)
ローパー(英: Roper)は、ロープのような触手を持つ架空の怪物。

## 初出
ローパーのオリジナルは、1974年発表のロールプレイングゲーム「ダンジョンズ&ドラゴンズ」に登場するキャラクターである。そのデザインは、おおむね円錐形をした岩に一つ目と巨大な口が開いており、ロープ状の複数の触手がついたものであった。これを元として、他のゲームに登場する際にはさまざまなアレンジが加えられることとなった。

## 各種ゲームに登場するローパー

### ドルアーガの塔
1984年のアーケードゲーム「ドルアーガの塔」におけるローパーは、上部が膨らんだ形をしたなめらかな本体に、先が丸くて太い触手がついた形となっている。配色は、本体が橙色で触手が明るい緑色のもの、本体が緑色で触手が赤いもの、本体が灰色で触手が青いものの3種がおり、それぞれ「グリーンハンド・ローパー」「レッドハンド・ローパー」「ブルーハンド・ローパー」と呼ばれる。ゲーム中では、主人公を殺すことはないものの、接触しただけで体力を最低値の1にする。

### ハイドライド
1984年のPCゲーム「ハイドライド」におけるローパーは、黄緑色を基調とし、二つの目と大きな口がついた蛸のようなデザインである。触手は下半身に集中しており、足のように機能している。また、ゲーム後半では水色（MSX版では黒）の「ハイパーローパー」と呼ばれるローパーも登場する。

### イシターの復活
「ドルアーガの塔」の続編である「イシターの復活」（1986年）にも、「ドルアーガの塔」とほぼ同じデザインのローパーが登場する。ただし色のバリエーションが増え、全部で8種になっている。

### SDガンダム外伝 円卓の騎士編
「SDガンダム外伝 円卓の騎士編」(1991年)には、ギガンを元とした怪物、ギガンローパーが登場する。頭頂部と下半身に多数の水色の触手が生えており、二本の腕もそれぞれ触手となっている。